# Black Maria
Pour les articles homonymes, voir Black Maria (homonymie).
Black Maria est le surnom donné par les employés de Thomas Edison au premier studio de l'histoire du cinéma mondial, situé à West Orange, dans le New Jersey.

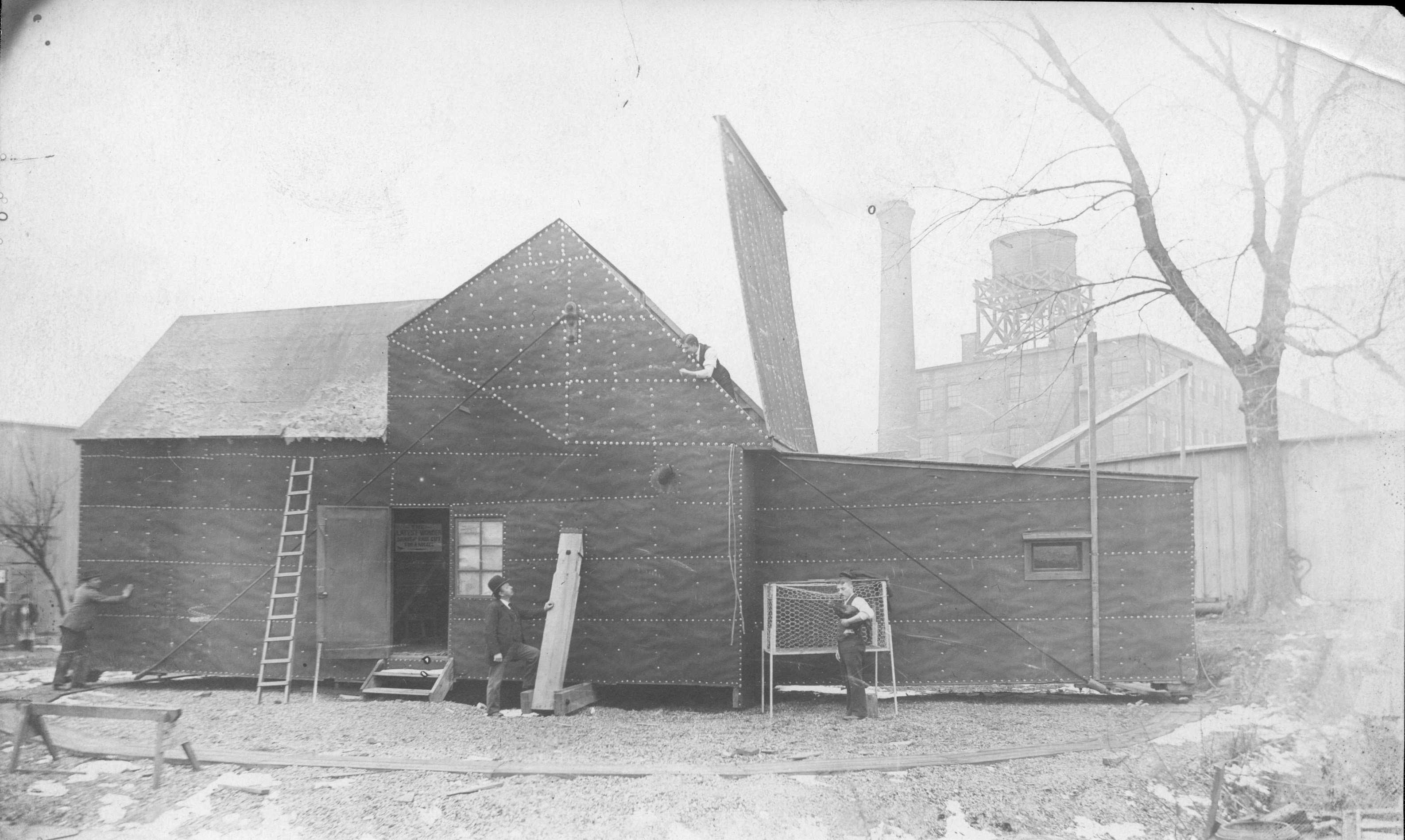
Le toit est ouvert. Pour l'orienter dans la direction du soleil, un ouvrier pousse le studio sur son rail circulaire.

La construction de ce studio de prises de vues a été achevée en 1893 afin d'alimenter les Kinetoscope Parlors en films ; c'est Edison qui le premier a l'idée d'adopter le mot anglais « film » (couche, pellicule) pour désigner les rouleaux de pellicule. Les Kinetoscope Parlors sont des salles sans écran ni projectionniste, où l'on présente au public différents films de moins d'une minute à l'aide de plusieurs kinétoscopes, des appareils de visionnage individuel, comportant une loupe et un œilleton, qui permettent aux spectateurs, moyennant un droit d'entrée d'un quart de dollar, de regarder des films en boucle, éclairés par transparence avec une forte ampoule dont le flux lumineux est interrompu pour chaque passage d'un photogramme au suivant grâce à un obturateur à disque mobile. Le tout est entraîné par un moteur électrique à la cadence de 18 images par seconde.
En amont, les films sont enregistrés avec ce qui fut le premier appareil de prise de vues cinématographiques, la caméra Kinétographe. « Kinétographe (en grec, écriture du mouvement) : caméra de l'Américain Thomas Edison, brevetée le 24 août 1891, employant du film perforé 35 mm et un système d'avance intermittente de la pellicule par "roue à rochet". ».

« Cent quarante-huit films sont tournés entre 1890 et septembre 1895 par Dickson et William Heise à l'intérieur d'un studio construit à West Orange, la "Black Maria", une structure montée sur rail, orientable selon le soleil. »

En réalité, si Thomas Edison a bien été l'initiateur spirituel de la recherche sur les images photographiques animées, proposant diverses solutions mécaniques ou électriques, il avait chargé son ingénieur électricien William Kennedy Laurie Dickson et ses assistants, dont William Heise, de fabriquer et de mettre au point le kinétographe et le kinétoscope, à partir des croquis que l'industriel et inventeur leur avait fournis. En collaboration étroite avec son équipe, « Edison fit accomplir au cinéma une étape décisive en créant le film moderne de 35 mm, à quatre paires de perforations par image. »

## Description

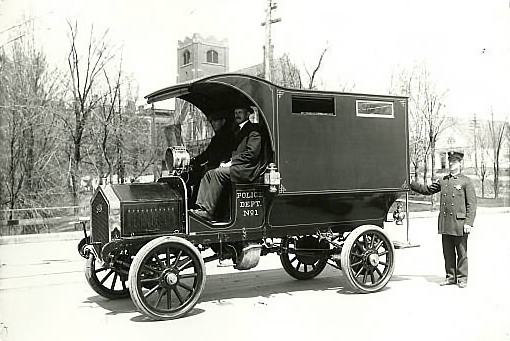
Un fourgon "Black Maria".

C'est W. K. L. Dickson qui, dès 1891, enregistre les premiers films pour Edison, dont Dickson Greeting, considéré par certains historiens du cinéma comme étant le premier film tourné et visionné en mouvement de l'histoire. Né en France en Bretagne au Minihic-sur-Rance, Dickson est ainsi le premier réalisateur : « les bandes tournées par Dickson sont à proprement parler les premiers films. »
En 1894, Thomas Edison ouvre des Kinetoscope Parlors ou fait exploiter le procédé par d'autres sociétés sous licence Edison. Il décide auparavant de créer un lieu favorable au tournage des films. Ainsi naît en 1893, pas très loin de Manhattan, le Kinetographic Theater, ainsi qu'il est appelé officiellement. « C’est un bâtiment léger construit tout entier en papier goudronné. L'intérieur est peint en noir, et, par plein soleil, on y étouffe. Dickson et William Heise, qui l'a rejoint pour diriger les prises de vues, l'affublent du surnom argotique donné aux fourgons cellulaires de la police américaine, les "Black Maria", qui étaient noirs, exigus, et d'une forme approchante. Le toit s'ouvre pour laisser entrer l'indispensable lumière du soleil et, quand celui-ci se déplace dans le ciel, on peut, grâce à un pivot central et un rail circulaire, réorienter le petit bâtiment ».

## Utilisation

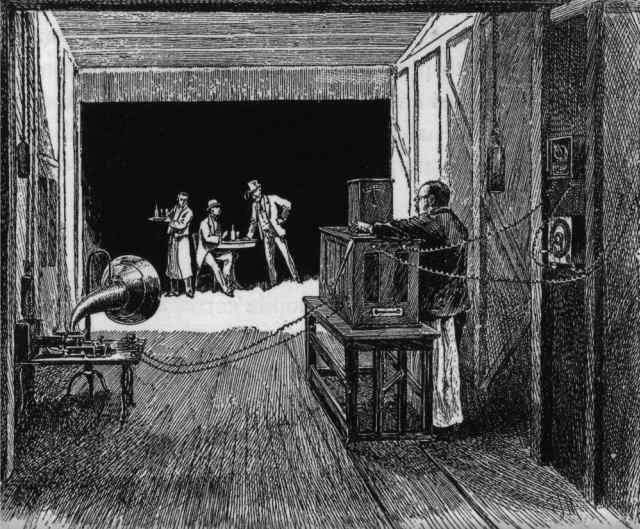
Le kinétographe et un phonographe pour un jeu en playback dans le "Black Maria".

Au "Black Maria", Dickson filme d'abord deux des employés d'Edison, qui s'improvisent forgerons, et donne Scène de forge, un sujet que reprendra plus tard Louis Lumière, mais avec de vrais forgerons dans une véritable forge. Il filme aussi Fred Ott, l'un des « forgerons », et ose le cadrer en Plan rapproché, un cadrage serré sur le haut du corps — qui rebutera les cinéastes des débuts du cinéma ainsi qu'une partie du public et que redécouvriront en 1900 les novateurs britanniques de l'École de Brighton —pour une farce, L'Éternuement de Fred Ott, un film d'une durée de 34 secondes, qui rencontre un franc succès public.
Mais Thomas Edison oriente les choix des sujets vers le music-hall. En effet, l'inventeur rêve de coupler le son (c’est lui qui a inventé le Phonographe) avec l'image animée qui représente l'artiste dont on enregistre la prestation. « On pourrait ainsi assister à un concert du Metropolitan Opera cinquante ans plus tard, alors que tous les interprètes auraient disparu depuis longtemps ». En 1893, il est en retard sur son objectif principal pour les films : le son, et en avance sur ce qui aurait dû être la seconde partie : l'image. On sait que le son au cinéma ne s'imposera, faute de trouver la bonne technologie, qu'à la fin des années 1920.
Aussi, l'essentiel des sujets filmés au "Black Maria" sont-ils portés par la musique ou, à défaut, par les sons. À l'intérieur du studio, les artistes que Dickson filme, jouent en playback devant un fond noir. Il en résulte un contraste du rendu photographique qui fait penser aux prises de vues en rafale que font depuis déjà dix ans l'inventeur de la chronophotographie, le savant français Étienne-Jules Marey, et ses adeptes, Georges Demenÿ et le Britannique Eadweard Muybridge.
C’est ainsi que la danseuse Carmencita interprète en playback un fandango devant le fond noir du "Black Maria", et elle fait voler haut ses jupons, ce qui vaudra au film d'avoir de sérieux ennuis avec les premiers censeurs du cinéma. Une danseuse égyptienne, Princesse Ali du Caire, s'exhibe elle aussi. La danseuse Annabelle Moore agite ses voiles à la manière de Loïe Fuller, avec une Danse serpentine, film colorisé à la main. Une prétendue  « Danse du muscle » désigne en fait une Danse du ventre orientale qui, elle aussi, choquera les puritains qui exigeront que soient impressionnés sur sa poitrine et ses hanches un bandeau pudibond. La troupe d'Indiens des Plaines du cirque de Buffalo Bill exécute une Danse du bison et une Danse des esprits. Une soi-disant Danse impériale japonaise complète le chapitre chorégraphique avec d'autres bandes, comme la Danse écossaise. Luis Martinetti exécute son numéro de contorsionniste.
Divers virtuoses des armes et du jonglage sont également filmés : Hadj Cheriff jongle avec des couteaux, Annie Oakley démontre son adresse fulgurante à la carabine. Sandow, baptisé l'« homme le plus fort », filmé en plan américain (le premier), fait une démonstration de sa belle musculature. Caïcedo, roi de la voltige se tient exceptionnellement à l'extérieur du "Black Maria", afin de tendre un câble sur lequel l'équilibriste « offre sauts et pirouettes en un ralenti de deux fois », car ce film, pour compenser la lumière plus violente qui règne à l'extérieur, a été enregistré à 40 images par seconde au lieu de 18 images par seconde, vitesse normale de prise de vues du kinétographe et de visionnage sur les kinétoscopes. Accélérer la cadence de prise de vues produit un ralenti. Celui-ci est le premier exemple dans le cinéma primitif.
Parfois, le "Black Maria" reçoit aussi des spectacles venus des foires : Les Chats boxeurs, Combat de coqs…

## Abandon du Black Maria
En 1896, la caméra Cinématographe de Louis Lumière et Jules Carpentier rencontre un succès international qui aussitôt provoque l'émergence de nouvelles inventions et une ruée éphémère sur le cinéma, éphémère car l'année 1897 « marqua pour le cinéma mondial le début d'une crise presque mortelle », notamment en Europe, à cause du terrible drame du Bazar de la Charité (4 mai 1897), dont l'incendie a débuté dans la cabine de projection d'une petite salle de cinéma installée dans le Bazar. Thomas Edison comprend que les deux industriels lyonnais, tandis que lui s'évertuait à coupler le son et l'image, l'ont pris de vitesse sur le plan des projections. Pourtant, son assistant Dickson l'avait depuis longtemps exhorté à mettre au point un projecteur, ce qui ne posait aucun problème technique insurmontable, et le refus obstiné de l'industriel avait provoqué le départ de ses meilleurs collaborateurs. Mais Edison comprend surtout ce qui fait la nouveauté des vues photographiques animées, ainsi que Louis Lumière intitule ses bobineaux. Pas de faux forgerons, pas de fond noir, « c’est la nature même prise sur le fait » ainsi que s'exclame un journaliste français.
Edison demande que le kinétographe de studio soit allégé de son moteur électrique et de sa came à rochet actionnée par électroaimant. Il adopte la manivelle utilisée sur le cinématographe. Les kinétographes sont désormais plus légers et n’ont plus besoin d'un branchement électrique qui, à cette époque, n’est pas courant et même introuvable dans les campagnes. Les prises de vues à l'extérieur, dans le monde entier, sont maintenant possibles.
Le "Black Maria", dépassé par l'histoire du cinéma qu'il a contribué à faire naître, est alors abandonné et détruit. Edison, à l'exemple de Georges Méliès, construit pour le remplacer un immense studio aux parois vitrées.